# Ярославский завод резиновых технических изделий
Ярославский завод резиновых технических изделий (ЯЗРТИ) — предприятие в Ярославле, поставляющее резиновые изделия для автомобильной промышленности, сельского хозяйства, авиации, флота, медицины, строительного комплекса, а также народного потребления. Объём производства составляет десятки миллионов рублей в месяц. Занято около 1300 человек.

## История
Строительство Ярославского подошвенного завода в составе Резино-асбестового комбината началось в 1930 году. 19 сентября 1932 года была сварена первая пара подошв. До конца года было выпущено 14,5 миллионов подошв. Долгое время это было крупнейшее в Европе предприятие такого типа; его проектная мощность составляла 75 миллионов пар подошв в год. В 1930-е годы помимо подошв завод выпускал резиновые кольца для железнодорожных тормозов, пожарных рукавов, муфты, кольца асбоцементных труб и др. — всего 97 наименований изделий для 300 предприятий. В 1941 году Резино-асбестовый комбинат был расформирован и предприятие стало самостоятельным.
На фронтах Великой Отечественной войны сражались 1082 работника завода. Предприятие в эти годы выпускало необходимые Красной Армии и оборонной промышленности резиновые изделия и средства противохимической защиты. В марте 1945 года за успешное выполнение заданий Государственного комитета обороны большая группа работников была награждена.
29 ноября 1945 года завод получил современное название. Стало производиться больше продукции для автотракторной промышленности, железнодорожного транспорта, сельского хозяйства и других отраслей. В конце 1948 года в состав завода в качестве цеха включён Регенераторный завод, ранее также входивший в Резино-асбестовый комбинат.
В 1950-е годы заработали цех № 3, затем участок обработки изделий. К 1959 году производство продукции было увеличено до 3 тысяч тонн. Выпускалось 3200 наименований изделий для 4200 предприятий СССР и 15 зарубежных стран. Специалисты ЯЗРТИ консультировали при строительстве заводов в Балаково и Саранске, при освоении оборудования и технологий на многих предприятиях отрасли страны.
В 1961 году в состав завода в качестве цеха вошёл завод резиновых изделий № 3; заработал цех № 2. В 1960—1970 годы ежегодно внедрялось в производство около 700 видов изделий. В начале 1970-х годов шла модернизация оборудования. Помимо обычных выпускались специальные резины, использовавшиеся, например, при строительства Братской ГЭС, Останкинской телебашни, Дворца съездов. В 1970-е годы на предприятии было более 3600 рабочих и 700 инженерно-технических работников и служащих. С 1950 года внедрено более 11 тысяч рационализаторских предложений сэкономивших 867 миллионов рублей; 31 работник награждён медалями ВДНХ.
В 1975 году мощности ЯЗРТИ стали переносить на Ярославрезинотехнику, что отрицательно сказалось на развитии производства. Во второй половине 1970-х — 1980-е годы практически не было модернизации.
В 1990-е годы первый и третий цеха и цех химзащиты были сокращены, закрылся цех № 5, введена трёхдневная рабочая неделя, в два раза сокращён коллектив. Исчез оборонный заказ, были нарушены многие хозяйственные связи.
В 2000-е годы началась модернизация и оптимизация производства.

## Продукция
- Резиновые смеси
- Формовые РТИ для автомобилей класса «Волга» и «ГАЗель», экскаваторов, автокранов, на комплектацию ЯМЗ и ЯЗТА, кольца круглого сечения, прокладки для остекления металлических переплётов из резины, к снегоходу «Буран», для подвижного состава железных дорог и др.
- Неформовые РТИ
- Техпластины
- Рентгенозащитная продукция
- Трубки гофрированные
- Диэлектрическая продукция: обувь, перчатки, ковры и др.
- Искусственная дорожная неровность
- Ж/д и трамвайные переезды
- Спортивные товары: для плавания, лыжного спорта